# Hostie, Zlaté Moravce
Hostie este o comună slovacă, aflată în districtul Zlaté Moravce din regiunea Nitra. Localitatea se află la altitudinea de 225 m deasupra n.m., se întinde pe o suprafață de 28,17 km2 și în 2017 număra 1.232 de locuitori.

## Istoric
Localitatea Hostie este atestată documentar din 1332.

## Demografie
| An:                | 1994 | 2004   | 2014   | 2024   |
| ------------------ | ---- | ------ | ------ | ------ |
| Număr de persoane: | 1217 | 1222   | 1214   | 1186   |
| Diferență:         |      | +0,41% | −0,65% | −2,30% |

| An:                | 2023 | 2024   |
| ------------------ | ---- | ------ |
| Număr de persoane: | 1192 | 1186   |
| Diferență:         |      | −0,50% |